# Дніпровське (Синельниківський район)
Дніпро́вське — село в Україні, у Синельниківському районі Дніпропетровської області. Входить до складу Раївської сільської громади. Населення за переписом 2001 року становить 42 особи. До 2017 року орган місцевого самоврядування - Шевченківська сільська рада.

## Історія
12 червня 2020 року, відповідно до розпорядження Кабінету Міністрів України № 709-р від «Про визначення адміністративних центрів та затвердження територій територіальних громад Дніпропетровської області», увійшло до складу Раївської сільської громади.
19 липня 2020 року, в результаті адміністративно-територіальної реформи та ліквідації   Синельниківського (1923—2020) району, село увійшло до складу новоутвореного Синельниківського району.

## Географія
Село Дніпровське знаходиться за 1,5 км від лівого берега річки Середня Терса, на відстані 1 км від села Шевченківське.

## Інтернет-посилання
- Погода в селі Дніпровське [Архівовано 21 грудня 2011 у Wayback Machine.]